# Museo de la Vida Rural
El Museo Terra (en catalán: Museu Terra) de la Fundació Carulla, llamado Museu de la Vida Rural hasta 2024 se encuentra en el municipio de Espluga de Francolí (Tarragona) 
y trabaja para poner en valor el mundo rural como prisma desde el que plantear los retos de la sostenibilidad.
Lo hace a través de una exposición permanente con más de 5000 piezas, objetos y fotografías que ofrecen un recorrido por los conocimientos adquiridos a lo largo de siglos de convivencia con la tierra, pero también a través de exposiciones temporales, actividades familiares, eventos culturales y propuestas educativas destinadas a preservar la memoria del mundo rural y reflexionar sobre la sostenibilidad.
El Museo forma parte de la Fundación Carulla y ocupa la hacienda familia Carulla tenía en la población de la provincia de Tarragona, donde muchas generaciones hicieron de boticarios desde principios del siglo XVII.
A pesar de ser un Museo eminentemente etnográfico, su función cultural sobrepasa esta temática a partir de una extensa programación de exposiciones temporales En los últimos años se han podido ver muestras artísticas de Joan Ponç, Joan Brossa, Guillem Viladot o Philippe Lavaill entre otros.
A inicios del 2008 el Museu Terra se sometió a una ampliación que lo dotó con un nuevo edificio anexo, duplicando el espacio para la exposición permanente y dotándolo de nuevas infraestructuras museísticas así como de una moderna museografía. Esta ampliación, diseñada por el arquitecto Dani Freixes fue inaugurada hace poco, llevarán el año 2009.
En marzo del 2009, el Museu Terra de Espluga de Francolí entró a formar parte de la Red de Museos Etnológicos de la Generalidad de Cataluña.
En 2024, el Museo de la Vida Rural cambia de nombre e identidad gráfica y se convierte en el ''Museo Terra. Cultura rural sostenible'', con el objetivo de poner énfasis en toda la sabiduría del mundo rural a la hora de imaginar futuros más sostenibles y ampliar su divulgación para afrontar la desconexión demográfica con la tierra y la naturaleza.
La nueva etapa del museo coincide con la apertura de la Sala Barcelona. Además del cambio de nombre, el Museu Terra amplia su impacto y abre una ventana al mundo rural desde la ciudad con una nueva sala de exposiciones en Barcelona, dentro de la nueva sede de la Fundació Carulla. El nuevo espacio ubicado en el barrio de Poblenou acogerá diferentes exposiciones para promover la reflexión sobre la sostenibilidad a través de la mirada del mundo rural. 

## Los valores del museo
Los valores que exponen el MT quieren demostrar la importancia que tienen la Materia, el Tiempo y el Esfuerzo como factores fundamentales para un mundo más sostenible, en contraste con la vida actual. Así pues, desde esta concepción se reflexiona sobre estos valores para facilitar el análisis, preservación y transmisión de todos estos valores, y para poderlos integrar en la vida cotidiana y social.
- Materia. La Materia es el elemento que aporta a los visitantes un nuevo paradigma de la realidad alejada de las concepciones más modernas y evocadas al progreso y crecimiento infinito. La materia no es infinita, es limitada y debe aprovecharse y transformarse. El mundo material es físico y tangible y por eso el museo debe ser real y no virtual. No obstante, añade el  audiovisual a sus exposiciones. El MT pretende que el visitante se acerque en este mundo material, que lo pueda tocar y que conozcan el valor y la utilidad de las piezas expuestas.

- Tiempo. El Tiempo es uno de los otros valores básicos que caracterizan la voluntad y sentido de este Museo. El Tiempo lo podemos administrar mejor o peor, pero no se puede inventar. La naturaleza sigue su propio tiempo y mantiene unos ciclos que se repiten año tras año. El MT hace referencia al valor del Tiempo mediante refranes y referencias tradicionales, que introducen conceptos como el ahorro o paciencia. En este ambiente se recupera otro ritmo de vida y de tiempo histórico donde el tiempo nos marca una lógica diferente de la vida frenética contemporánea.

- Esfuerzo. Cabe destacar la importancia del Esfuerzo, que es indispensable para asegurar un dominio responsable sobre el mundo. El MT refleja la transformación que sufrió el campo después de la Revolución industrial, así como las consecuencias que comportan en el territorio los cambios en la forma de vida y de trabajo. La energía ha cambiado y los modelos de relación con la naturaleza también. Por ejemplo, donde había un caballo ahora encontramos un tractor. Sin embargo, el MT quiere recuperar la relevancia que tiene el esfuerzo ante la tierra, la vida y la naturaleza para construir nuestro mundo.

## El edificio y sus posibilidades
El plan de renovación del Museu Terra ha comportado cambios importantes, del que cabe destacar la construcción de un nuevo edificio, obra del arquitecto Dani Freixes, que dobla el espacio expositivo del Museo. El Museo cuenta ahora con dos edificios de concepción y diseño muy diferentes, pero que se complementan. Esta ampliación hace que el Nuevo Museo pase a ocupar 2900 metros cuadrados, que representan más del doble del que ocupaba antes.
La renovación supone la adecuación y modernización del discurso para posibilitar una comprensión eficaz y completa del mundo rural. Por este motivo, se está trabajando para ampliar el discurso funcional, y que los oficios estén explicados en su contexto y se aprecie su importancia en el sistema económico y de convivencia dentro de la vida rural.
Las transformaciones del MT conlleva una preponderancia de los audiovisuales, complementada por paneles explicativos en cada vitrina. Más allá de un conjunto de piezas ordenadas, el Museo pretende que las piezas expliquen una historia, la historia rural de Cataluña. Hay una nueva iluminación que ordena los recorridos, hay entre 20-25 puntos de imágenes audiovisuales para explicaciones más didácticas, se incorpora el sonido para disponer de testimonios orales, y además los olores permiten revivir el ambiente de cuero, el hierro o grano.

### El edificio nuevo
Es un edificio singular en su contexto, de diseño moderno, pensado para aprovechar el mayor número posible de horas la luz natural. Su estructura externa, en forma de escalera, tiene en cada escalón claraboyas que permiten la entrada de luz directa. Gracias a ello el edificio ha renunciado a muchas ventanas que permiten más espacio en las paredes dedicadas en su totalidad a la exposición de las piezas deseadas sin interrupciones físicas.
El Edificio Nuevo aparenta un contenedor anexo del Edificio Antiguo que alberga los contenidos sobre la transformación que el campo ha vivido desde la introducción de la industrialización hasta nuestros días. En la fachada se hace un homenaje al vocabulario del mundo rural. Palabras que se van perdiendo, palabras que hacen referencia a oficios y herramientas que ya no conocemos, que hemos olvidado o que no sabemos para qué sirven.
Aprovechando el mayor número de recursos  medioambientales, el Nuevo Edificio se climatitzará gracias a la energía geotérmica.

### El edificio antiguo
El edificio histórico es la casa solariega de la familia Carulla de 1690, y sigue explicando, ahora con la ayuda de audiovisuales, la vida rural anterior a la industrialización del campo. La Casa solariega desde el siglo XVII, es el Edificio Antiguo y fue  restaurado y remodelado interiormente durante los años 80 para albergar las piezas del Museu Terra, que se inauguró el año 1988. De cara a la reinauguración del Museo el edificio ha sufrido importantes modificaciones para hacer una puesta al día en la museografía, en la disposición de algunas vitrinas y ha sido adaptado para la instalación de las  tecnologías más modernas.

## La exposición permanente
El museo acoge una exposición permanente distribuida en 5.500 m², que explica, a través de la ayuda de una treintena de audiovisuales, la vida rural anterior a la industrialización del campo. Para recuperar esta visión del mundo, el museo cuenta con diferentes secciones que hacen un recorrido por las herramientas y útiles de una vida pasada que se estructura por ámbitos de trabajo: las de la agricultura, las de los oficios del pueblo (mosén, maestro, cafetero, pastelero, hilandera, boticario, barbero...) y las domésticas.
Se empieza analizando la huella del hombre que ha transformado el territorio y las relaciones entre sus habitantes a lo largo del tiempo. Después se pone hincapié en la trascendencia de la gente que trabaja en el mundo rural: trabajos que permiten preservar la salud de la Tierra, manteniendo el respeto y cuidado al entorno, proporcionando los alimentos de una forma sana y sostenible.
Para entender nuestro presente se visita un espacio donde se habla de las prácticas que hoy en día se conocen y que determinaran la producción del futuro. Después de una mirada general a los datos globales del Mundo Rural, nos despedimos del recorrido pasando por un espacio de reflexión y animación en torno a la metáfora de la siembra, los  abonos, el riego y sus consecuencias.
Una colección al servicio de las necesidades de las generaciones actuales y futuras que se puede visitar a través de los más de 5.500 m² de exposición permanente y ahora también online.
La función del MT es conservar este fondo de piezas, auténtico poso cultural de nuestra sociedad.

### El jardín y la vuelta de los carros
La visita comienza por el jardín, que había tenido los huertos de la casa. En el exterior del Museo hay una colección de retratos, entre los que destacan el del Monasterio de Santa María de Poblet, el de la Bodega Cooperativa de la Espluga (Celler Cooperatiu de l'Espluga es un edificio modernista, obra del arquitecto Lluís Domènech y Montaner), y los de fiestas y tradiciones populares como el Corpus, el baile de bastones, la Pascua, etc.
En el jardín hay una reproducción de la Cruz histórica del Huerto, que fue destruida a principios del siglo XX. Los restos de la cruz gótica original se conservan en el interior del Museo. Entre las colecciones del Museo hay un notable conjunto de dioramas elaborados por agrupaciones de  pesebristas de toda Cataluña, sobre todo dedicados a la Navidad, pero también a otras tradiciones y costumbres. A la vuelta de los carros, se pueden encontrar diversos medios de transporte usados antiguamente: una tartana, un carro de trabuco, uno de escaleras y un carro de turno, destinado al transporte de grandes cubas de vino. Bajo la bóveda hay un friso dedicado a trabajos y oficios tradicionales, obra de Llucià Navarro.

### La agricultura tradicional
El Museu Terra se abre haciendo atención al campesinado, la actividad tradicionalmente más importante de la Cuenca de Barberá. La viña, los cereales y el olivo son los cultivos más extendidos. Estas actividades están representadas en la primera planta del Museo con las herramientas, las máquinas y los sistemas de producción más importantes. Destacan los lagares originales de la casa, destinados a la fermentación del mosto, junto con las dos grandes prensas de uva, y el molino y una prensa de aceite del siglo XVI. En esta planta también se puede observar La Sala Traité de etnografía rural: Esta sala expone la obra del artista olotense Josep Traité. Se trata de figuras individuales o de conjuntos de temática etnográfica elaborados en terracota, una forma de arte de gran tradición en Cataluña.

### La casa rural, las costumbres familiares y la farmacia
La casa, a la que se dedica la exposición de la segunda planta, contenía todo lo necesario para la vida cotidiana: el mobiliario, el vestido, la cocina, los utensilios caseros, etc., Aspectos que hay que relacionar con las costumbres familiares , festivos y religiosos, y los trabajos domésticos. En esta planta hay asimismo una sección dedicada a la farmacia del linaje Carulla (ss. XVIII-XIX).

### Los oficios tradicionales
Dar a conocer los oficios, las técnicas y las herramientas de los antiguos artesanos es uno de los objetivos del Museu Terra. La exposición de la tercera planta incluye herramientas y objetos de los principales oficios tradicionales, desde el baster, el carretero, el cordero, el carpintero o el botero, hasta el zapatero y el alpargatero, pasando por las diversas especialidades generadas a partir del oficio de herrero, como la de cerrajero o forjador, la de herrador de caballos o la de Clavetaire. También se dedica un espacio al oficio de pastelero, de tradición muy arraigada en la Espluga.

### El paisaje, La Espluga de Francolí y la Cuenca de Barberá
El Museo ofrece secciones monográficas con una perspectiva local, sobre el pueblo de La Espluga de Francolí y la comarca de la Cuenca de Barberá. Van dedicadas sobre todo al medio natural (la tierra y el paisaje, la estructura geológica, la flora, la fauna, la cueva de la Font Major), a la historia de la población desde su fundación hasta la actualidad, etc.

## Las pinturas murales de Luciano Navarro
El Museu Terra cuenta con muchos metros cuadrados de pinturas murales realizadas por el artista barcelonés Llucià Navarro, que ejemplifican diferentes aspectos de la vida rural como trabajos, tradiciones y  costumbres, relacionadas con las piezas conservadas en el Museo, y que también hacen referencia a edificios y instituciones del lugar.
El ilustre pintor se encargó igualmente de la decoración del nuevo presbiterio del templo parroquial del pueblo, y pintó varios murales, entre los que cabe destacar el mosaico romano de la fachada principal, y de la Residencia Jaume I.

## Exposiciones temporales
El MT también cuenta con un conjunto de espacios que sirven para ubicar exposiciones temporales de interés para sus visitantes. Existe un listado numeroso de exposiciones temporales, presentaciones, conferencias y otros actos que se han llevado a cabo. En los últimos años se han podido ver muestras artísticas de Joan Ponç, Joan Brossa, Guillem Viladot o Philippe Lavaill entre otros. 
Desde 2019, ha focalizado las exposiciones temporales con la línea estratégica creada desde la llegada de Gemma Carbó a la dirección, así se han realizado exposiciones como "Plásticos" para concienciar sobre el abuso de este material en el día en día de la sociedad "Jugar amb foc", una mirada crítica sobre las políticas de gestión forestal y riesgos derivados con el cambio climático TROS DE DONA, la cual la cual reivindica el papel de las mujeres a lo largo de la historia poniendo en valor las muchas tareas diarias y necesarias para el sostenimiento de la vida. Las tres exposiciones han tenido una proyección pedagógica importante, ya que han generado contenidos para el proyecto "Museo en el Aula" dirigido a extender las exposiciones hacia los centros educativos, al mismo tiempo que reflejan la vocación de utilizar las expresiones culturales para generar una sensibilización ecológica .

## Servicios
El MT ofrece diferentes servicios a sus visitantes para dar la mejor de las estancias en el Museo, desde los aspectos didácticos como de facilidades para poder llegar en diferentes medios de transporte. El Museo cuenta con aparcamiento de  autocares, también una tienda donde adquirir recuerdos del Museo, además de accesos preparados para personas de movilidad reducida.
Para favorecer una visita más activa y reflexiva en el museo, el MT da diferentes propuestas pedagógicas y visitas guiadas dirigidas tanto a alumnos como para adultos, entidades culturales, centros para gente mayor, e interesados en la etnografía rural.